# Antun Gleđević
Antun Gleđević (Dubrovnik, 1656. ili 1657. – Dubrovnik, 28. siječnja 1728.), hrvatski pjesnik i dramski pisac.
Osnovao je u Dubrovniku Akademiju od šturaka kao pandan Akademiji ispraznijeh. Pisao je satirične i ljubavne pjesme. U melodramama se ugledao na djela talijanske književnosti. Značajna njegova dramska ostavarenja su "Zorislav" i "Porođenje Gospodinovo".
Hrvatski akademik Mirko Deanović doktorirao je tezom o prijevodima Antuna Gleđevića Die Übersetzungen des Anton Gleđević.